# Nikola Hofmanová
Nikola Hofmanová (Chomutov, 3 febbraio 1991) è un'ex tennista ceca naturalizzata austriaca.
Ha raggiunto il suo best ranking in singolare il 12 aprile 2010 con la 161ª posizione; nel doppio è diventata, il 18 luglio 2011, la 223º del ranking WTA.
Nel corso della sua carriera ha conquistato cinque titoli ITF, di cui due in doppio. Non è mai riuscita a qualificarsi al tabellone principale di un torneo del grande Slam.
Come junior nel 2006, in singolare, è riuscita a conquistare il prestigioso torneo di categoria GA dell'Orange Bowl, sconfiggendo in finale la bielorussa Ksenija Milevskaja con il punteggio di 7-5, 6-3. Ciò le ha permesso di raggiungere la posizione numero 4 del ranking ITF junior.
Ha fatto parte della squadra austriaca di Fed Cup nel 2006 e nel 2009 collezionando tre sconfitte in singolare ed una vittoria in doppio.

## Statistiche

### Titoli ITF (5)

#### Singolare

##### Vittorie (3)
| Torneo 100000 $    |
| Torneo 75000 $     |
| Torneo 50000 $ (1) |
| Torneo 25000 $ (1) |
| Torneo 10000 $ (1) |

| N. | Data          | Torneo                        | Superficie  | Avversaria in finale | Punteggio |
| 1. | 4 agosto 2008 | 10000 $ Vienna 2008, Vienna   | Terra rossa | Nikola Vajdová       | 6-3, 6–1  |
| 2. | 4 maggio 2009 | 50000 $ Fukuoka 2009, Fukuoka | Sintetico   | Chang Kai-chen       | 6-3, 6–2  |
| 3. | 2 maggio 2011 | 25000 $ Bukhara 2009, Bukhara | Cemento     | Marta Sirotkina      | 6-4, 7–5  |

#### Doppio

##### Vittorie (2)
| Torneo 100000 $    |
| Torneo 75000 $     |
| Torneo 50000 $     |
| Torneo 25000 $     |
| Torneo 10000 $ (2) |

| N. | Data           | Torneo                           | Superficie  | Partner         | Avversarie in finale                      | Punteggio        |
| 1. | 21 maggio 2007 | 10000 $ Vienna 2007, Vienna      | Terra rossa | Teliana Pereira | Katarina Poljakova Zuzana Zlochová        | 7–6(1), 6-3      |
| 2. | 24 marzo 2008  | 10000 $ Athens-Goudi 2008, Atene | Cemento     | Vivienne Vierin | Raffaella Bindi Biljana Pawlowa-Dimitrova | 5-7, 7-5, [10-7] |